# Liste der Baudenkmäler in Ilmmünster

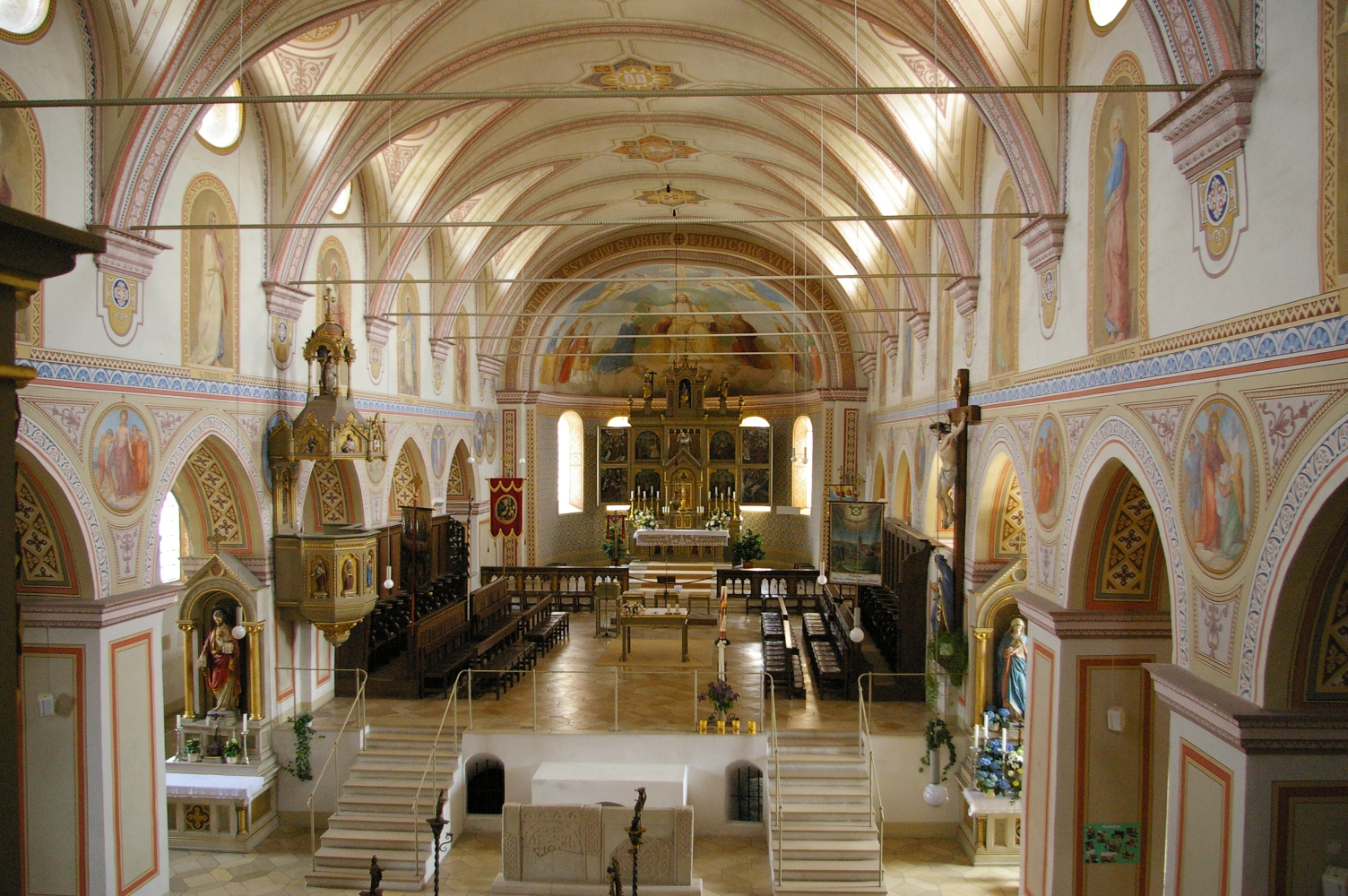
Ilmmünster: Innenraum der Kirche

Auf dieser Seite sind die Baudenkmäler in der oberbayerischen Gemeinde Ilmmünster zusammengestellt. Diese Tabelle ist eine Teilliste der Liste der Baudenkmäler in Bayern. Grundlage ist die Bayerische Denkmalliste, die auf Basis des Bayerischen Denkmalschutzgesetzes vom 1. Oktober 1973 erstmals erstellt wurde und seither durch das Bayerische Landesamt für Denkmalpflege geführt wird. Die folgenden Angaben ersetzen nicht die rechtsverbindliche Auskunft der Denkmalschutzbehörde.

## Baudenkmäler nach Ortsteilen

### Ilmmünster
| Lage                                | Objekt                                                                      | Beschreibung | Akten-Nr.             | Bild           |
| ----------------------------------- | --------------------------------------------------------------------------- | --- | --------------------- | -------------- |
| Herrnrast (Standort)                | Katholische Filial- und Wallfahrtskirche zum Hl. Blut und St. Pankratius    | Verputzte Saalkirche mit eingezogenem Polygonalchor und darauf aufgesetztem Dachreiter mit oktogonalem Aufsatz und verschindelter Zwiebelhaube, Langhaus und Chor mit stuckierter Stichkappentonne, frühbarock, von Georg und Wolfgang Zwerger, 1688/89, Weihe 1700; mit Ausstattung; östlich des Ortes. | D-1-86-130-2 Wikidata | weitere Bilder |
| Hettenshausener Straße 5 (Standort) | Ehemaliges Propsteigebäude, dann Pfarrhaus                                  | Stattlicher, zweigeschossiger Walmdachbau mit Putzgliederung und übergiebeltem Mittelrisalit, im Giebel Fresko des heiligen Arsatius, barock, 1725. | D-1-86-130-4          | weitere Bilder |
| Kirchberg 2 (Standort)              | Ehemalige Mädchenschule                                                     | Zweigeschossiger Halbwalmdachbau in Hanglage mit Quertrakt an der Westseite und Putzgliederung, neubarock, um 1880; Einfriedung mit Ädikulaportal an der Westseite, verputzt, gleichzeitig. | D-1-86-130-13         | weitere Bilder |
| Kirchberg 4 (Standort)              | Ehemalige Kollegiatstiftskirche, jetzt katholische Pfarrkirche St. Arsatius | Dreischiffige Basilika mit Steilsatteldach, drei Apsiden, Krypta und südwestlichem Turm mit getrepptem Giebel, reiche Lisenen- und Blendarkadengliederung, Mittelschiff mit Stichkappentonne, kreuzgratgewölbte Seitenschiffe und dreischiffige Krypta unter erhöhtem Chor mit Kreuzgratgewölben, um 1265/80, Turmbau und Dacherhöhung 15. Jahrhundert, Wölbung des Mittelschiffs und Barockisierung von Georg Zwerger, 1676, Reromanisierung 1875–80; mit Ausstattung. | D-1-86-130-1 Wikidata | weitere Bilder |
| Scheyerer Feld (Standort)           | Wegkapelle, sogenannte Türkenkapelle                                        | Kleiner, verputzter Rundbau mit Kuppeldach, 17. Jahrhundert, erneuert; an der Straße nach Scheyern. | D-1-86-130-8 Wikidata | weitere Bilder |
| St.-Arsatius-Straße 4 (Standort)    | Ehemaliges Benefiziatenhaus                                                 | Zweigeschossiger, giebelständiger Satteldachbau, barock, 1749; Vorgarten mit Einfriedung und erneuerten Stützmauern, gleichzeitig. | D-1-86-130-14         | weitere Bilder |
| Weiherstraße 5 (Standort)           | Bauernhaus                                                                  | Erdgeschossiger, traufseitiger Greddachbau, erste Hälfte 19. Jahrhundert. | D-1-86-130-7 Wikidata | weitere Bilder |

### Ilmried
| Lage                     | Objekt                                      | Beschreibung | Akten-Nr.              | Bild           |
| ------------------------ | ------------------------------------------- | --- | ---------------------- | -------------- |
| Dorfstraße 16 (Standort) | Mörtelplastik                               | Mörtelplastik eines Bierfuhrwerks, um 1870/90; traufseitig am Wohnhaus. | D-1-86-130-11 Wikidata | Mörtelplastik  |
| Mittelweg 2 (Standort)   | Mörtelplastiken                             | Vier Mörtelplastiken der heiligen Georg und Leonhard und zweier Kühe, um 1870/90; am hakenförmigen Wirtschaftsgebäude. | D-1-86-130-12 Wikidata | weitere Bilder |
| Nähe Mühlberg (Standort) | Katholische Filialkirche St. Peter und Paul | Verputzte Saalkirche mit eingezogenem Rechteckchor, darauf aufgesetzter Dachreiter mit Satteldach, östlich angebaute Sakristei, Langhaus mit Stichkappengewölbe, Chor innen dreiseitig geschlossen, im Kern spätmittelalterlich, 17. Jahrhundert, nach 1735 erneuert; mit Ausstattung. | D-1-86-130-9 Wikidata  | weitere Bilder |
| Saselberg 1 (Standort)   | Bauernhaus                                  | Erdgeschossiger, giebelständiger Greddachbau, 1829. | D-1-86-130-10          | Bauernhaus     |

## Ehemalige Baudenkmäler
| Lage                                        | Objekt     | Beschreibung                                                                             | Akten-Nr.    | Bild       |
| ------------------------------------------- | ---------- | ---------------------------------------------------------------------------------------- | ------------ | ---------- |
| Ilmmünster Scheyerer Straße 11 (Standort)   | Gasthof    | Zweigeschossiger Walmdachbau und profiliertem Traufgesims, erste Hälfte 19. Jahrhundert. | D-1-86-130-6 | Gasthof    |
| Ilmmünster St.-Arsatius-Straße 3 (Standort) | Bauernhaus | Erdgeschossiger, giebelständiger Greddachbau, 19. Jahrhundert.                           | D-1-86-130-3 | Bauernhaus |